# ناکتورنو کلتو
تد شلوم (زادهٔ ۴ مارس ۱۹۷۲) یک موسیقی‌دان اهل نروژ است که بیشتر با نام مستعارش ناکتورنو کلتو شناخته می‌شود. وی از سال ۱۹۸۸ میلادی تاکنون مشغول فعالیت بوده‌است. او به دلیل بنیان‌گذاری گروه تاثیرگذار بلک متال دارک‌ثرون به شهرت رسید. این گروه از سال ۱۹۸۸ تا کنون به فعالیت ادامه می‌دهد.